# ماریو یاماساکی
ماریو یاماساکی (انگلیسی: Mario Yamasaki؛ زادهٔ ۱۹۶۴) جودوکار و داور هنرهای رزمی ترکیبی اهل برزیل است.